# Mato Grosso do Sul
Il Mato Grosso do Sul è una delle 27 unità federative del Brasile. Si trova nel sud della regione centro-occidentale. È limitato a cinque stati brasiliani: Mato Grosso (nord), Goiás e Minas Gerais (nord-est), San Paolo (est) e Paraná (sud-est); e due paesi sudamericani: Paraguay (sud e sud-ovest) e Bolivia (ovest). È divisa in 79 comuni e occupa una superficie di 357.145.532 km², paragonabile per estensione alla Germania. Con una popolazione di 2.839.188 abitanti nel 2021, il Mato Grosso do Sul è il 21º stato più popoloso del Brasile.

## Geografia fisica

### Clima
Il clima è tropicale al nordest, tropicale di altitudine al centro ovest e subtropicale al sud con punte di -5 °C e 40 °C, con la temperatura media di 24 °C. Si sono osservate precipitazioni di neve nel 2013 e anche nel 1975. Le piogge avvengono con più intensità durante l'estate, mentre l'inverno e più secco. Lo Stato attrae molti turisti perché nello Stato è situato il Pantanal, la più grande palude del mondo, sede di un ecosistema molto vario; anche la città di Bonito è una meta importante dell'ecoturismo. Il capoluogo è Campo Grande dove vi è il centro economico dello Stato.

### Economia

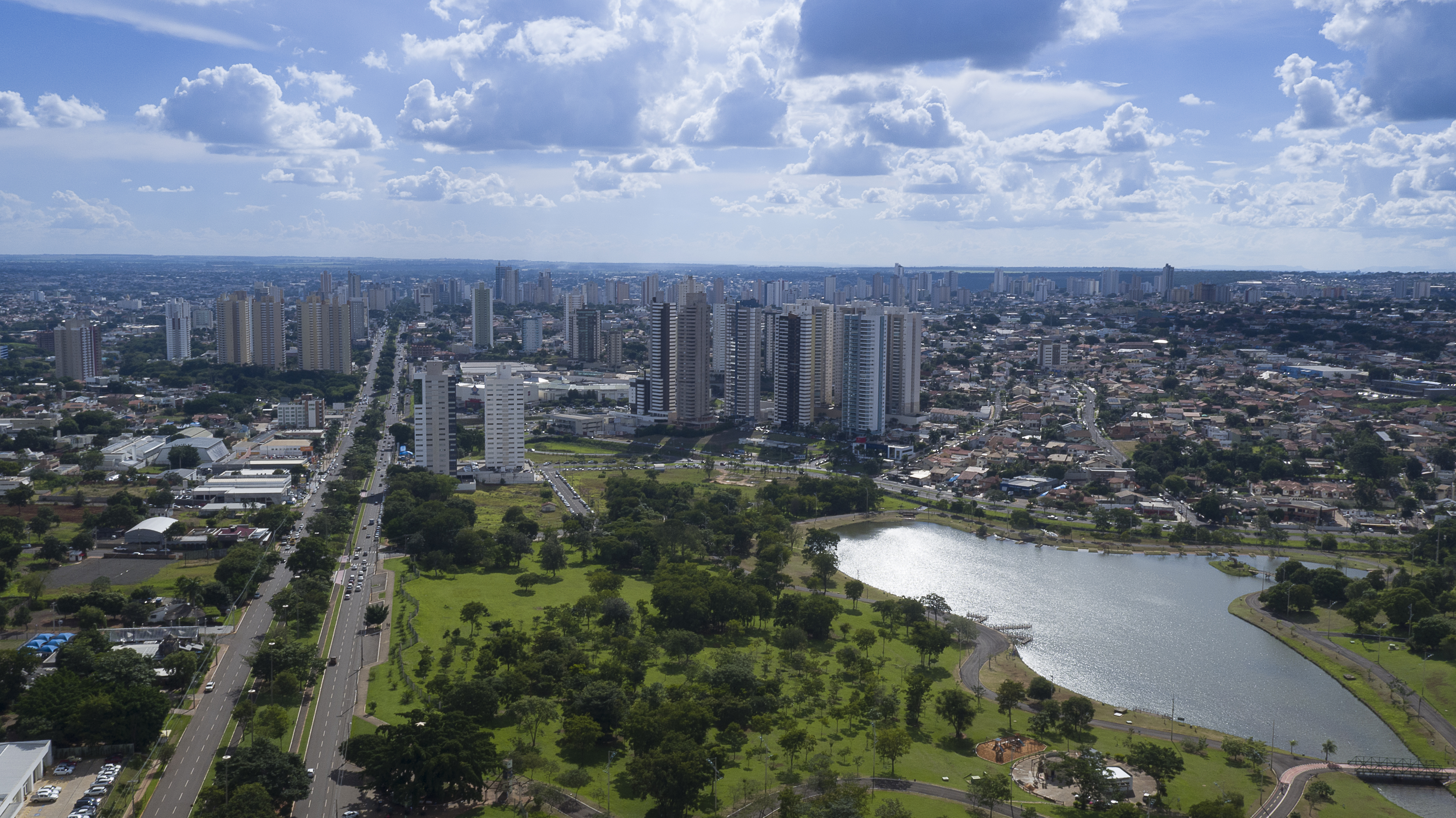
Campo Grande, capitale e principale centro economico dello Stato.

L'economia è basata sull'agricoltura (soia, mais, cotone, riso, canna da zucchero); nell'allevamento del bestiame; nell'industria mineraria (ferro, manganese, calcareo); e le industrie alimentari, del cemento e minerarie. La capitale, Campo Grande, è responsabile di oltre il 25% del PIL dello stato.
Il settore dei servizi è la componente principale del PIL con il 46,1%, seguito dal settore industriale con il 22,7%. L'agricoltura rappresenta il 31,2% del PIL (2004). Esportazioni dal Mato Grosso do Sul: soia 34,9%, maiale e pollo 20,9%, manzo 13,7%, minerali 8%, cuoio 7,4%, legno 5,1% (2002).
Partecipazione dell'economia brasiliana: 1% (2005).

### Agricoltura

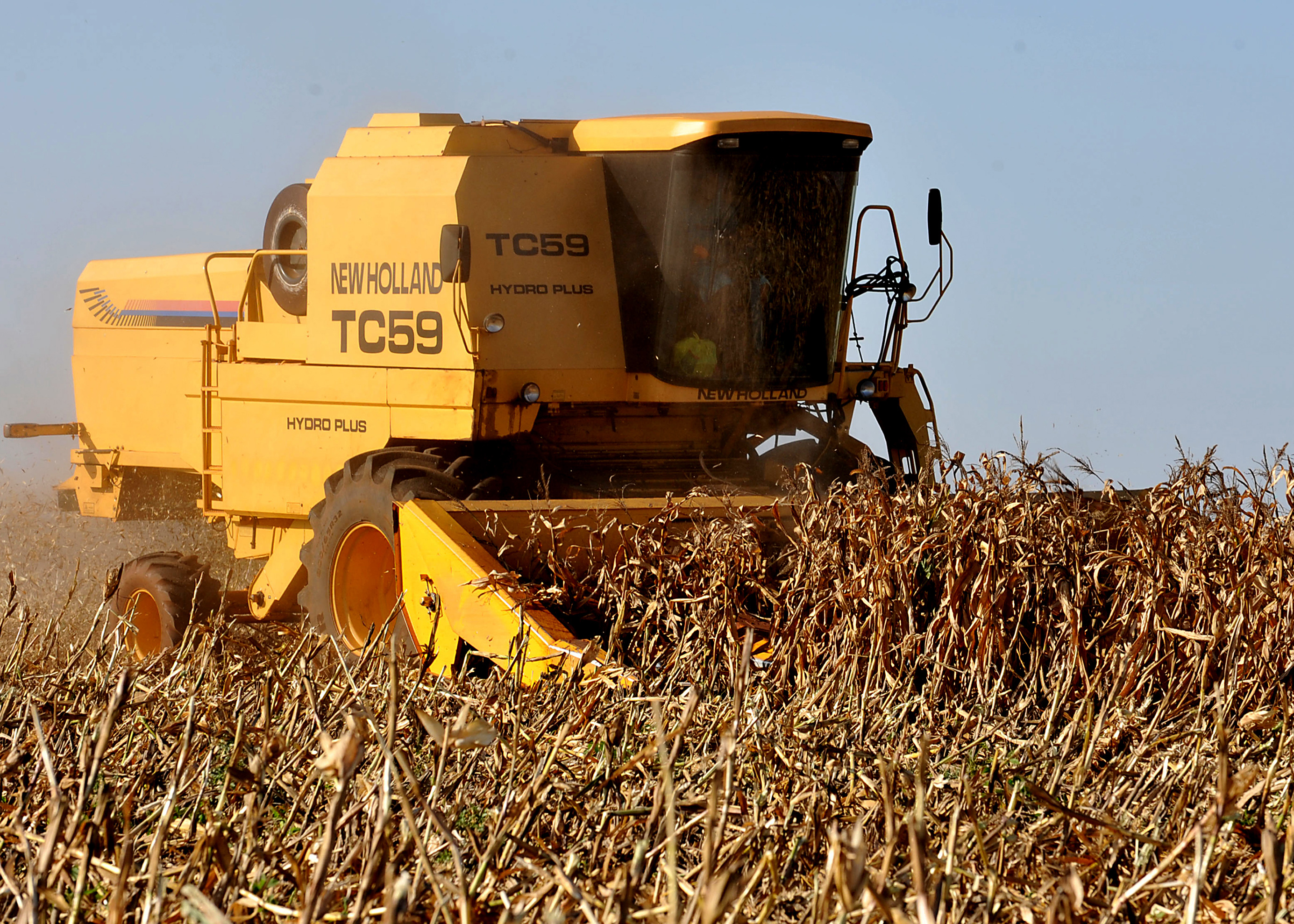
Mietitrice in una piantagione di mais a Dourados

Secondo i dati del 2020, se il Mato Grosso do Sul fosse un paese, sarebbe il quinto produttore mondiale di semi oleosi. Nel 2020, il Mato Grosso do Sul era il quinto produttore di grano del paese, con il 7,9%. In soia, ha prodotto 10,5 milioni di tonnellate nel 2020, uno dei più grandi stati produttori del Brasile, intorno al quinto posto. È il quarto più grande produttore di canna da zucchero, con circa 49 milioni di tonnellate raccolte nel raccolto 2019/20. Nel 2019, il Mato Grosso do Sul è stato anche uno dei maggiori produttori di mais del paese con 10,1 milioni di tonnellate. Nella produzione manioca, il Brasile ha prodotto un totale di 17,6 milioni di tonnellate nel 2018. Il Mato Grosso do Sul è stato il sesto più grande produttore del paese, con 721.000 tonnellate.

### Bestiame
Lo stato ha la quarta più grande mandria di bovini del Brasile, con un totale di 21,4 milioni di capi di bestiame. Lo stato è un importante esportatore di carne bovina, ma anche di pollame e maiale. Nel pollame, lo stato aveva, nel 2017, uno stormo di 22 milioni di uccelli. Nella carne di maiale, nel 2019, il Mato Grosso do Sul ha macellato più di 2 milioni di animali. Lo stato occupa la settima posizione in Brasile nell'allevamento di suini e nei prossimi anni sta diventando il quarto produttore brasiliano.

### Estrazione
Nel 2017, il Mato Grosso do Sul aveva lo 0,71% della partecipazione mineraria nazionale (6 ° posto nel paese). Il Mato Grosso do Sul ha prodotto ferro (3,1 milioni di tonnellate per un valore di R $ 324 milioni) e manganese (648.000 tonnellate per un valore di R $ 299 milioni).

### Industria

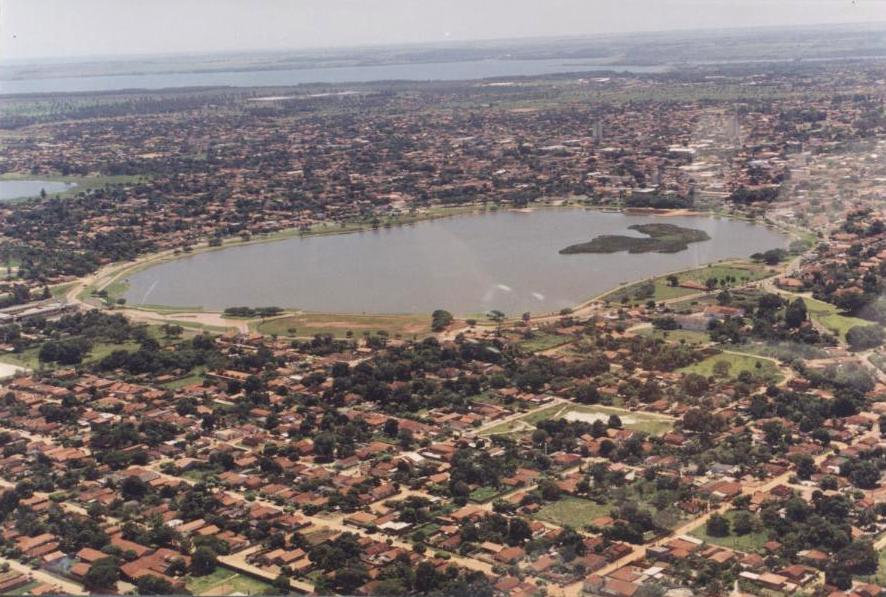
Il comune di Três Lagoas ha uno dei PIL pro capite più alti dello stato.

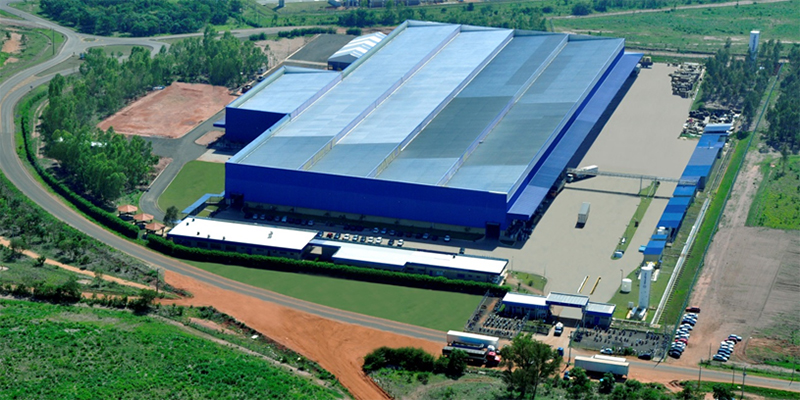
Fabbrica di Metalfrio a Três Lagoas, multinazionale brasiliana produttrice di apparecchiature di refrigerazione.

Il Mato Grosso do Sul ha avuto un PIL industriale di 19,1 miliardi di R $ nel 2017, pari all'1,6% dell'industria nazionale. Impiega 122.162 lavoratori nel settore. I principali settori industriali sono: servizi industriali di servizi pubblici, quali elettricità e acqua (23,2%), edilizia (20,8%), alimentare (15,8%), cellulosa e carta (15,1%) e derivati di petrolio e biocarburanti (12,5%). Questi 5 settori concentrano l'87,4% dell'industria statale.
Nella città di Três Lagoas, la produzione di carta e cellulosa è considerevole. Il Mato Grosso do Sul ha registrato una crescita superiore alla media nazionale nella produzione di cellulosa, ha raggiunto la soglia di 1 milione di ettari di eucalipto piantato, ha ampliato il suo parco industriale nel settore e si è consolidato come il primo esportatore del prodotto nel paese nel primo trimestre del 2020. Tra il 2010 e il 2018, la produzione nel Mato Grosso meridionale è aumentata del 308%, raggiungendo i 17 milioni di metri cubi di legno tondo per carta e cellulosa nel 2018. Nel 2019, il Mato Grosso do Sul ha raggiunto leadership delle esportazioni del prodotto nel Paese, con 9,7 milioni di tonnellate vendute: il 22,20% delle esportazioni totali di cellulosa brasiliana in quell'anno.

## Turismo

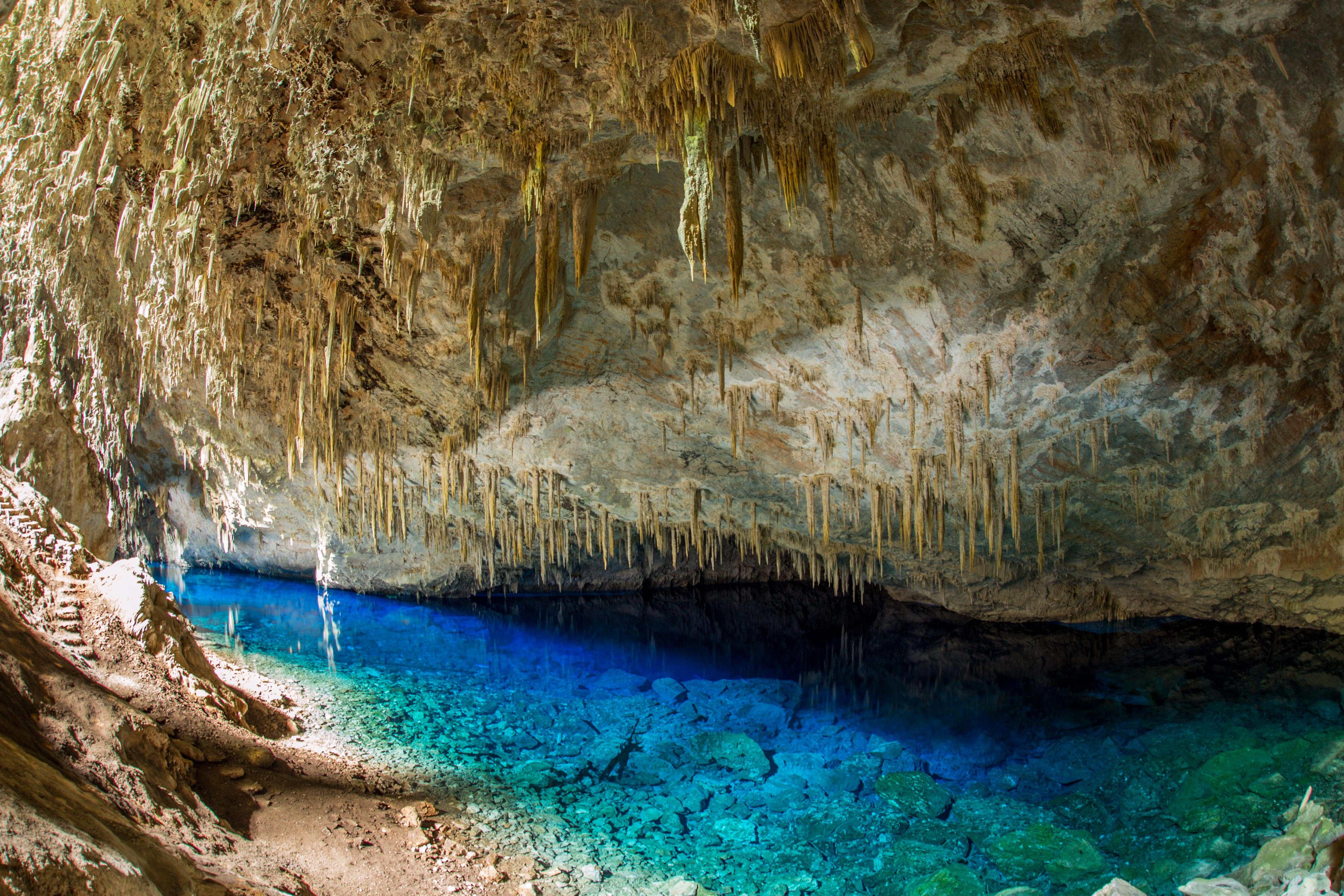
Grotta del Lago Azul a Bonito.

La città turistica più importante dello stato è Bonito, considerata la capitale del ecoturismo in Brasile. Le sue principali attrazioni sono i paesaggi naturali, e le immersioni in fiumi di acque trasparenti, cascate, grotte e doline. Insieme a Jardim, Guia Lopes da Laguna e Bodoquena, è il comune principale che integra il complesso turistico della regione. Anche il Pantanal è un'area di notevole visita.
Ponta Porã, Bela Vista e Porto Murtinho, essendo situati al confine con il Paraguay, ricevono molti visitatori e con la costruzione della Corridoio Bioceanico tra Brasile e Cile, Porto Murtinho avrà un notevole aumento del turismo d'affari.

## Infrastrutture e trasporti

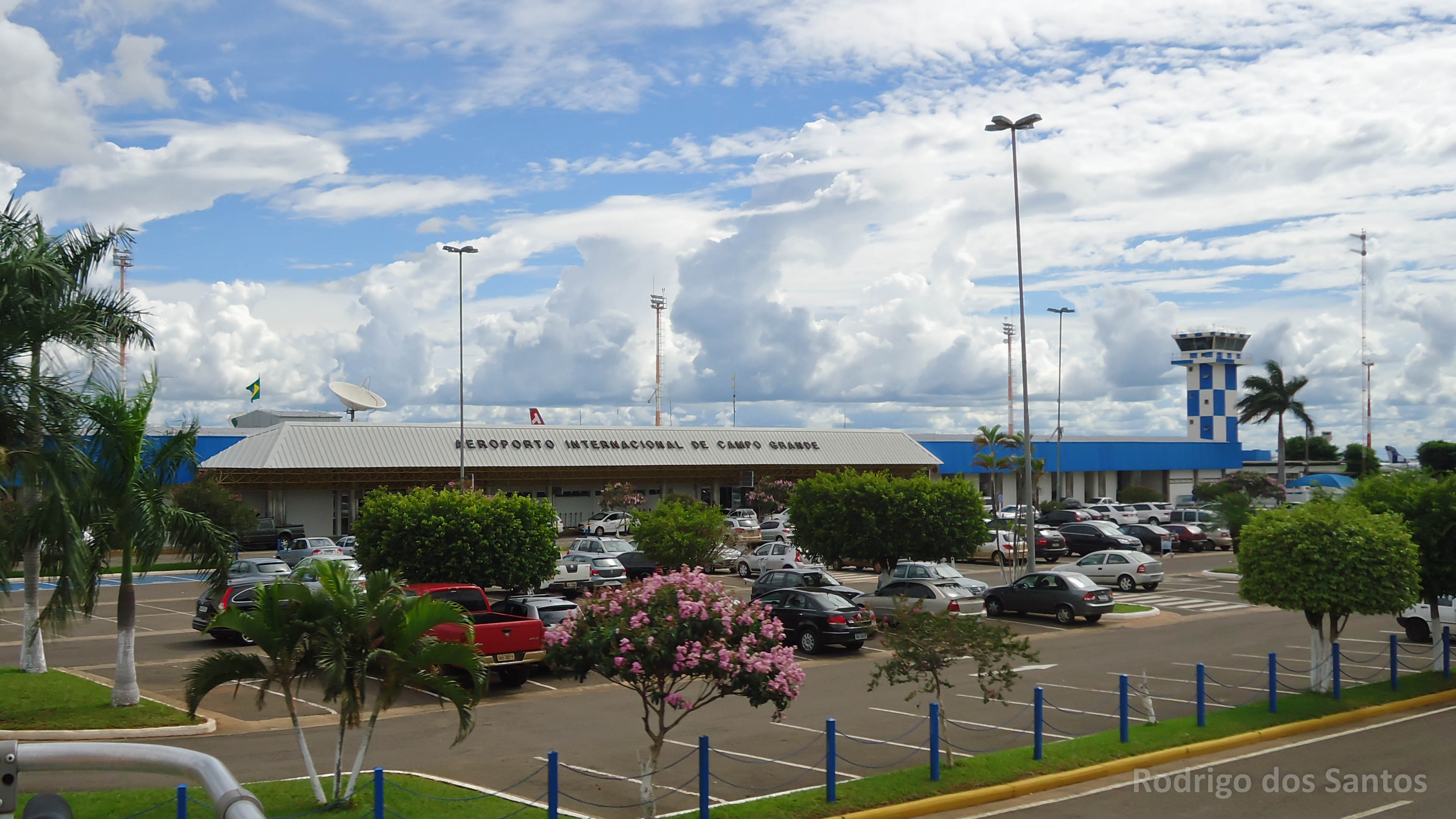
Aeroporto Internazionale di Campo Grande.

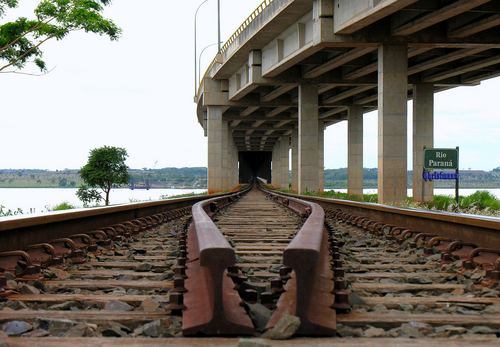
Ferrovia Norte Brasil, sezione sul fiume Paraná, tra gli stati del Mato Grosso do Sul e San Paolo.

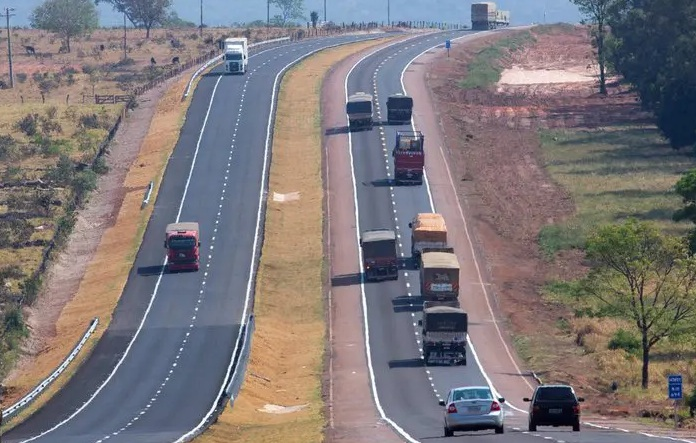
BR-163, sezione duplicata nel Mato Grosso do Sul.

Nel 2022, il Mato Grosso do Sul aveva, tra le strade municipali, statali e federali del Mato Grosso do Sul, 45.176,8 km di strade municipali, 15.084,0 km di strade statali del Mato Grosso do Sul e 3.197,6 km di strade federali. Nel 2022 c'erano circa 8.000 km di strade asfaltate (tra strade statali e federali). In BR-163 c'erano circa 120 km di autostrade nel 2022, con la pianificazione futura di avere un totale di 847 km di duplicazioni, attraversando l'intera statale. Altre importanti autostrade nello stato sono BR-262, BR-060 e BR-267. Poiché è uno stato che è diventato più popolato solo negli anni '70, la sua rete di trasporto è in un chiaro processo di evoluzione e continua ad essere una rete stradale a bassa densità.
Il Mato Grosso do Sul è uno stato ben servito in termini di aeroporti, con sette aeroporti operativi, tre dei quali internazionali (Aeroporto Internazionale di Campo Grande, Aeroporto Internazionale di Corumbá e Aeroporto Internazionale di Ponta Porã) e quattro regionali (Aeroporto Plínio Alarcom, Aeroporto Regionale di Dourados. Aeroporto Regionale di Bonito e Aeroporto Regionale di Nova Andradina).
Lo stato ha anche due linee ferroviarie: la Estrada de Ferro Noroeste do Brasil, che collega il centro-ovest dello stato di San Paolo con la città di Corumbá, nel Mato Grosso do Sul, sulla del fiume Paraguay, con 1.330 chilometri di lunghezza; e Ferrovia Norte Brasil, che dal 1989 collega la città di Santa Fé do Sul con Rondonópolis, essendo uno dei principali corridoi per il flusso di grano nella regione, con 755 chilometri collegano il nord-ovest di San Paolo con il sud del Mato Grosso.
La navigazione fluviale, ancora una volta importante, sta perdendo la sua preminenza. Due assi fluviali compongono lo stato, entrambi appartenenti al bacino del Río de la Plata. Il fiume Paraguay integra lo stato con i paesi vicini Paraguay e Argentina e con il Mato Grosso attraverso il porto di Cáceres. I principali prodotti trasportati dal fiume sono: minerali di ferro e manganese, cemento, legno, derivati del petrolio e bestiame. Nel 1999 questo corso d'acqua ha iniziato a trasportare zucchero, con partenza da Porto Murtinho. I porti principali sono Corumbá (Corumbá, Ladário e Porto Esperança) e Porto Murtinho. Infine, il corso d'acqua Paraná-Tieté attraversa il fiume Paraná.

## Sport

Autodromo Internazionale Orlando Moura.

Il Mato Grosso do Sul dispone di diversi impianti sportivi che promuovono il turismo sportivo, con una ragionevole pianificazione delle infrastrutture sportive: ogni anno riceve importanti eventi sportivi e automobilistici come il Formula Truck e il Stock Car, che si tengono a l'Autodromo Internazionale Orlando Moura, situato nella capitale dello stato.
Nello stato sono nati la medaglia olimpica nel judo Rafael Silva, la medaglia mondiale di atletica leggera Zequinha Barbosa, il tre volte campione panamericano e finalista olimpico nel nuoto Leonardo de Deus e il campione del mondo di calcio nel 1994 per la nazionale brasiliana Müller.